# Valdis Birkavs
Valdis Birkavs (ur. 28 lipca 1942 w Rydze) – łotewski prawnik i polityk, parlamentarzysta, premier Łotwy (1993–1994), wicepremier (1994–1995), minister spraw zagranicznych (1994–1999) oraz minister sprawiedliwości (1999–2000).

## Życiorys
W 1961 uzyskał dyplom technika technologa po ukończeniu szkoły Rīgas Valsts tehnikums. Studiował na Uniwersytecie Łotwy w Rydze na różnych kierunkach, kończąc w 1969 prawo. W 1978 nadano mu stopień kandydata nauk za dysertację z dziedziny kryminologii, a w 1993 uzyskał stopień doktora nauk prawnych. Pracował w instytucie naukowym zajmującym się m.in. kryminologią, od 1975 do 1986 jako jego dyrektor. Później został wykładowcą na macierzystym uniwersytecie. W 1988 był współzałożycielem łotewskiego towarzystwa prawniczego (Latvijas Juristu biedrība), którym kierował do 1995.
Pod koniec lat 80. zaangażował się w działalność Łotewskiego Frontu Ludowego. W maju 1990 został wybrany posłem do Rady Najwyższej Łotewskiej SRR. W 1993 znalazł się wśród założycieli Łotewskiej Drogi (LC). Został przewodniczącym tego ugrupowania, kierując nim do 1997. W 1993, 1995 i 1998 uzyskiwał nandat posła do Saeimy.
Jego ugrupowanie zwyciężyło w wyborach w 1993. W sierpniu tegoż roku objął urząd premiera, który sprawował do września 1994. W latach 1994–1995 pełnił funkcję wicepremiera. Od 1994 do 1999 był ministrem spraw zagranicznych w kolejnych gabinetach. W 1999 został zgłoszony jako kandydat LC na urząd prezydenta Łotwy, jednak w głosowaniu przegrał z Vairą Vīķe-Freibergą. Objął w tym samym roku stanowisko ministra sprawiedliwości w rządzie Andrisa Šķēlego, zajmował je do 2000. Po zakończeniu kadencji parlamentu zrezygnował z aktywności politycznej. Stanął na czele łotewskiego biura organizacji Business Software Alliance.

## Odznaczenia
- Medal Rady Bałtyckiej – 2011[3]